# Ad26.COV2.S
Ad26.COV2.S (Handelsname Jcovden (ehemals COVID-19 Vaccine Janssen) oder Johnson & Johnson (J&J) Vaccine, auch Janssen-Impfstoff) ist ein COVID-19-Impfstoff des Pharmaunternehmens Janssen-Cilag International NV (Janssen Pharmaceutica) mit Sitz in Beerse (Belgien), das zum US-Pharma- und Konsumgüterkonzern Johnson & Johnson (J&J) gehört. Das Vakzin enthält genetische Informationen für die Proteinbiosynthese des Spike-Glykoproteins von SARS-CoV-2. Als Vektor (Transportvehikel) dient ein Adenovirus. Die nach der Impfung in den Körperzellen des Geimpften synthetisierten Spikeproteine lösen im Organismus des Geimpften eine Immunantwort aus, die das Immunsystem auf eine eventuelle Infektion mit SARS-CoV-2 vorbereitet.
Vom 27. Februar 2021 bis 1. Juni 2023 bestand in den USA eine Notfallgebrauchszulassung seitens der Food and Drug Administration (FDA). Am 11. März 2021 erteilte die EU-Kommission unter dem Namen COVID-19 Vaccine Janssen die (zunächst bedingte) Zulassung zur Anwendung an Personen ab 18 Jahren, nachdem die Europäische Arzneimittel-Agentur (EMA) das Nutzen-Risiko-Verhältnis positiv beurteilt hatte. Zum 9. August 2024 erlosch die Zulassung, nachdem Janssen den Widerruf beantragt hatte. In der Schweiz war der Janssen-Impfstoff bis Juni 2023 zugelassen.
Vom 13. bis 23. April 2021 wurde die Verimpfung von Janssen COVID-19 Vaccine in den Vereinigten Staaten ausgesetzt, nachdem nach der Impfung Fälle von Sinusvenenthrombosen auftraten, die mit einer Häufigkeit von rund einem Fall je Million Impfungen beobachtet wurden. Dadurch verzögerte sich auch der Impfstart in der Europäischen Union.

## Eigenschaften

Schematische Darstellung: Die Vektorplattform ist ein rekombinant hergestelltes Adenovirus vom Serotyp 26, dessen Genom (blau) so verändert wurde, dass es im Menschen nicht vermehrt wird. Darin ist ein synthetisch hergestelltes Gen für das SARS-CoV-2-Spike-Protein (rot) eingebracht, das geringfügig modifiziert wurde, um das gebildete Spike-Protein in der Präfusionskonformation zu stabilisieren

Ad26.COV2.S ist ein nichtreplizierender viraler Vektor. Um mit einem viralen Vektor genetisches Material in Zielzellen mittels Transduktion einzubringen, muss zunächst die gewünschte DNA-Sequenz in das Genom der Viren kloniert werden. Dabei werden in den meisten Fällen bestimmte DNA-Bereiche des viralen Genoms ersetzt, so dass die Viren nicht mehr vermehrungsfähig sind (replikationsinkompetent), da ihnen z. B. regulatorische Sequenzen oder die Gene für Enzyme, Kapsid- oder Membranproteine fehlen. Derartige Vektoren können nicht mehr vermehrt werden. Die Adenoviren selbst werden in PER.C6 TetR-Zellen kultiviert und vermehrt. PER.C6 ist eine Zelllinie fötaler Retinoblastom-Zellen, sie stammen aus einem 1985 in den Niederlanden abgetriebenen, 18-Wochen alten Fötus. Im fertigen und gereinigten Impfstoff selbst sind aber keine PER-C6-Zellen mehr enthalten.
Das Adenovirus selbst dient dabei nur als Transportvehikel (viraler Vektor). Nach Infektion dringt das Virus in die Wirtszelle ein und wandert zum Zellkern. Dort gibt das Virus die transportierte DNA in den Zellkern ab. Bei Adenoviren liegt diese dort getrennt neben der menschlichen DNA vor; man spricht daher von „episomaler“ DNA. Adenoviren werden von der EMA als „nicht-integrierend“ eingestuft, das heißt, sie besitzen keinen aktiven Mechanismus zur Integration ihrer DNA in das Genom der Wirtszelle.
Aus der DNA-Vorlage muss zunächst mRNA erstellt werden (Transkription), die aus dem Zellkern transportiert und im Cytoplasma von den Ribosomen der Zellen als Bauanleitung verwendet wird (Translation). Letzterer Schritt entspricht dem Vorgang bei mRNA-Impfstoffen, bei denen nach Impfung die Bauanleitung in Form von mRNA direkt in die Zelle gelangt. Das so hergestellte Spike-Protein bzw. Teile dessen werden schließlich von der Wirtszelle an seiner Zelloberfläche präsentiert. Dadurch wird eine Immunantwort gegen das Spike-Protein provoziert sowie auch gegen die Zellen, die es an ihrer Zelloberfläche tragen – die ursprünglich infizierten Zellen werden im Zuge der Immunantwort zerstört.

## Anwendung
Der COVID-19-Impfstoff Ad26.COV2.S wird zur Grundimmunisierung gegen COVID-19 als Dosis von 0,5 ml intramuskulär bevorzugt in den Deltamuskel des Oberarms appliziert; anders als bei den bisher in der EU verfügbaren Impfstoffe war die Mehrheit der Experten davon überzeugt, dass die Impfung mit Ad26.COV2.S nur die Gabe einer einzelnen Impfdosis erfordere.

## Entwicklung und Studien
Johnson & Johnson hat im Januar 2020 gemeinsam mit dem Beth Israel Deaconess Medical Center der Harvard Medical School eine Vielzahl von Impfstoffkandidaten in präklinischen Tests untersucht. Ende März 2020 wurde ein vielversprechender Impfstoffkandidat identifiziert.
Zweiundfünfzig Rhesusaffen (Macaca mulatta) wurden mit Ad26-Vektoren immunisiert, die S-Varianten oder Scheinkontrolle codierten, und dann auf intranasalem und intratrachealem Weg (durch die Nase und die Luftröhre) mit SARS-CoV-2 belastet. Der Ad26-Impfstoff induzierte robuste neutralisierende Antikörperreaktionen und bot nach SARS-CoV-2-Exposition einen vollständigen oder nahezu vollständigen Schutz bei bronchoalveolärer Lavage (BAL) und Nasentupfern.
Aufgrund der präklinischen Daten und nach Abstimmung mit den Zulassungsbehörden wurde die erste klinische Phase-1/2a-Studie an Menschen am 22. Juli 2020 begonnen. Eine weitere Phase-2a-Studie fand seit September 2020 an drei Studienzentren in Deutschland statt, außerdem an Studienzentren in den Niederlanden und in Spanien.
Eine internationale klinische Phase-3-Studie für den Impfstoffkandidaten (JNJ-78436735) wurde am 23. September 2020 gestartet. Die randomisierte Doppelblindstudie untersuchte die Sicherheit und Wirksamkeit bei Gabe einer einzelnen Impfstoffdosis bei bis zu 60.000 Freiwilligen auf drei Kontinenten. Am 9. Dezember 2020 wurde bekannt gegeben, dass die Anzahl der Freiwilligen auf 40.000 reduziert wird, nachdem der Impfstoff breitflächig eingesetzt werden konnte. Mitte Dezember 2020 waren alle rund 45.000 Teilnehmer in die Studie eingeschlossen.
Ergänzend wurde am 15. November 2020 eine zweite internationale klinische Phase-3-Studie für den Impfstoffkandidaten (JNJ-78436735) gestartet, welche die Sicherheit und Wirksamkeit eines Zwei-Dosen-Impfschemas untersucht. Dabei wird die zweite Dosis 57 Tage nach der ersten gegeben. An der randomisierten Doppelblindstudie sollen weltweit bis zu 30.000 Menschen teilnehmen. Diese Studie soll die potenzielle zusätzliche Schutzdauer durch eine zweite Impfdosis untersuchen. Die Einzeldosis-Studie und die ergänzende Studie mit zwei Impfdosen laufen parallel.
Ende Januar 2021 gab Janssen bekannt, dass der Impfstoff in einer Einzeldosis eine Wirksamkeit von 66 %, bezogen auf die Vermeidung von symptomatischem Covid-19 im Vergleich zur Placebo-Gruppe, erreicht habe. Je nach Region der Studie mit 43.783 Probanden lag die Wirksamkeit zwischen 57 % (in Südafrika) und 72 % (in den Vereinigten Staaten). Die Wirksamkeit zur Vermeidung eines schweren Covid-19-Verlaufs habe ab dem 28. Tag nach der Impfung bei 85 Prozent gelegen, nach dem 49. Tag seien keine schweren Verläufe in der geimpften Gruppe beobachtet worden. Ab dem 28. Tag nach der Impfung sei kein Studienteilnehmer wegen COVID-Symptomen in ein Krankenhaus eingewiesen worden. 468 der 43.783 Probanden entwickelten symptomatisches Covid-19.

### Nachlassende Impfstoffwirksamkeit
Anfang November 2021 wurde eine Studie über die Wirksamkeit der in den USA eingesetzten Impfstoffen bei US-Veteranen im Fachmagazin Science veröffentlicht, nach der die Wirksamkeit der (einmaligen) Impfung mit Ad26.COV2.S gegenüber Infektion und gegenüber einem tödlichen Verlauf nach sieben Monaten stärker nachgelassen hat als bei den Impfstoffen von Biontech/Pfizer und Moderna. Die Wirksamkeit gegenüber Infektion betrug nach sieben Monaten nur noch ca. 13 Prozent und gegen Todesfälle 52 %.
Die Ständige Impfkommission (STIKO) und die französische Arzneimittelbehörde ANSM bezeichnen die Wirksamkeit einer einmalige Impfung mit Janssen im Oktober bzw. September 2021 als ungenügend.

### Auffrischungsimpfung
Am 15. Dezember 2021 wurde Ad26.COV2.S der EU-Kommission von der Europäischen Arzneimittel-Agentur (EMA) zur Zulassung für Auffrischungsimpfungen mit einer weiteren Dosis des Impfstoffs ab zwei Monate nach der Grundimmunisierung empfohlen; daraufhin wurde die Verabreichung einer Auffrischungsimpfung an Personen ab 18 Jahren von der Behörde zugelassen.
Nach einer Ende Dezember 2021 vorveröffentlichten Daten aus der „Sisonke 2“-Studie aus Südafrika steigt die Effektivität des Vektorimpfstoffs gegenüber Hospitalisierung 14 Tage nach der Boosterimpfung auf 84 Prozent (95%-KI 67–92) und beträgt zwei Monate nach der Boosterimpfung 85 Prozent, bei noch größerer Unsicherheit (95%-KI 54–95). Der Beobachtungszeitraum der Studie war vom 8. November bis 17. Dezember 2021;  die
Omikron-Variante hatte sich zu dieser Zeit bereits weltweit und mit hohen Anteil an den SARS-CoV-2-Infektionen verbreitet.

## Impfstoffformulierung und Haltbarkeit
Der Impfstoff liegt als wässrige Suspension vor und ist in Injektionsfläschchen mit 5 Einzeldosen zu je 0,5 ml abgefüllt. Er wird intramuskulär verabreicht.
Als Hilfsstoffe zur Stabilisierung des Präparates und zur Einstellung einer physiologischen Verträglichkeit an der Injektionsstelle (z. B. geeigneter pH-Wert, Isotonie) enthält das wässrige Trägermedium die ringförmige Zuckerverbindung 2-Hydroxypropyl-β-cyclodextrin (HBCD), Citronensäure, Ethanol, Salzsäure, Polysorbat 80, Natriumhydroxid, Natriumchlorid und Natriumcitrat. Die Suspension ist injektionsfertig und braucht vorab nicht verdünnt zu werden.
Ungeöffnet ist das Präparat bei Lagerung zwischen −25 °C und −15 °C bis zu zwei Jahre stabil. Es kann nach der Entnahme aus dem Gefrierschrank bis zu drei Monate bei 2 °C bis 8 °C im Kühlschrank gelagert werden. Einmal aufgetaute Fläschchen dürfen nicht wieder eingefroren werden.
Nach Anbruch wurde die chemische und physikalische Stabilität des Impfstoffs für bis zu sechs Stunden bei 2 °C bis 8 °C oder bis zu drei Stunden bei Raumtemperatur (d. h. maximal 25 °C) nachgewiesen. Aus mikrobiologischer Sicht sollte er nach Anbruch so rasch wie möglich verimpft werden.

## Rote-Hand-Brief des Unternehmens
Im Oktober 2021 veröffentlichte das Unternehmen einen Rote-Hand-Brief zum möglichen Risiko einer Immunthrombozytopenie oder venöser Thromboembolie.

## Zulassung
| Staat                  | Zulassung     | Quellen |
| ---------------------- | ------------- | ------- |
| Bahrain                | 25. Feb. 2021 | [ 40 ]  |
| Vereinigte Staaten     | 27. Feb. 2021 | [ 41 ]  |
| Europäische Union      | 11. März 2021 | [ 42 ]  |
| Schweiz                | 22. März 2021 | [ 43 ]  |
| Südkorea               | 7. Apr. 2021  | [ 44 ]  |
| Mexiko                 | 27. Mai 2021  | [ 45 ]  |
| Vereinigtes Königreich | 28. Mai 2021  | [ 46 ]  |
| Malaysia               | 15. Juni 2021 | [ 47 ]  |
| Indien                 | 7. Aug. 2021  | [ 48 ]  |
| Indonesien             | 7. Sep. 2021  | [ 49 ]  |

Der Ausschuss für Humanarzneimittel (CHMP) der Europäischen Arzneimittel-Agentur (EMA) stimmte am 1. Dezember 2020 einem Rolling-Review-Verfahren zu. EU-Gesundheitskommissarin Stella Kyriakides rechnete Mitte Januar 2021 mit einem Zulassungsantrag für die Europäische Union (EU) noch im Februar 2021, der Antrag wurde schließlich am 16. Februar 2021 eingereicht und die Prüfung am gleichen Tag begonnen. Am 11. März 2021 erteilte die EU-Kommission dem Impfstoff die bedingte Zulassung für Personen ab 18 Jahren, nachdem die EMA das Nutzen-Risiko-Verhältnis als positiv beurteilt hatte. Anders als die bisher in der EU verfügbaren Impfstoffe erfordert die Impfung mit COVID-19 Vaccine Janssen nur die Gabe einer einzelnen Dosis. Die bedingte Zulassung wurde regulär am 3. Januar 2022 verlängert.
Der Leiter des US-amerikanischen National Institute of Allergy and Infectious Diseases (NIAND), Anthony Fauci, rechnete am 23. Januar 2021 mit einer Zulassungsentscheidung in den USA binnen 14 Tagen. Nach dem positiven Votum einer Expertenkommission ließ die US-amerikanische Arzneimittelbehörde, U.S. Food and Drug Administration (FDA), den Impfstoff am 27. Februar 2021 mittels Notfallgebrauchszulassung zu. Zusammenfassungen der für die Zulassung relevanten Daten sind in Dokumenten des Antragstellers und der Behörde öffentlich verfügbar.
Am 13. April 2021 wurde die Verimpfung in den Vereinigten Staaten ausgesetzt, nachdem sechs Fälle von Sinusthrombosen sowie ein Mangel an Thrombozyten im zeitlichen Zusammenhang mit den bis dahin 6,8 Millionen Impfungen gemeldet wurden. Alle sechs Fälle traten bei Frauen, im Alter von 18 bis 48 Jahren, 6 bis 13 Tage nach der Impfung auf. Nach sieben Millionen Impfungen war es zu acht ungewöhnlichen Blutgerinnseln gekommen, alle bei Unter-60-Jährigen, überwiegend Frauen und binnen drei Wochen nach der Impfung. Ein Mensch starb. Der Hersteller stoppte daraufhin die Auslieferung an die Europäische Union. Am 20. April 2021 gab die EMA bekannt, dass der Nutzen die Risiken überwiege und eine sehr seltene Nebenwirkung in die Produktinformation aufgenommen werden solle. Nach einer Prüfung wurde in den Vereinigten Staaten am 23. April 2021 empfohlen, die Impfungen wieder aufzunehmen. Der Nutzen überwiege die Risiken. Am 13. Juli 2021 warnte die FDA vor einem erhöhten Risiko für das Guillain-Barré-Syndrom bei einer Impfung mit dem Vakzin; Belege für einen kausalen Zusammenhang liegen nicht vor.
Am 22. März 2021 wurde Ad26.COV2.S in der Schweiz zugelassen, Johnson & Johnson setzte die Impfstofflieferungen nach Europa im April 2021 aber aus (siehe nächsten Absatz).
Der Hersteller beantragte im November 2021 bei der EMA eine Zulassung zur Booster-Impfung ab zwei Monate nach der Erstimpfung. In den USA wurde im Oktober 2021 die Impfung mit Ad26.COV2.S als Booster von der FDA bei beliebiger vorheriger Impfung zugelassen.

## Produktion, Auslieferung und Verimpfung
Johnson & Johnson kündigte Mitte Januar 2021 an, bis April 2021 ausreichend Impfstoff für möglichst 100 Millionen US-Amerikaner bereitzustellen. Ein Zwischenziel, bis Ende Februar 2021 zunächst 12 Millionen Dosen bereitzustellen, wird aufgrund unerwarteter Produktionsprobleme voraussichtlich nicht erreicht. Bis Ende März wurden 20 Millionen Dosen ausgeliefert, bis Ende Mai sollen es nunmehr 75 Millionen werden.
Die Europäische Union hat 200 Millionen Dosen bestellt, mit einer Option auf weitere 200 Millionen. Im Zuge des im Oktober 2020 geschlossenen Vertrags wurde der Aufbau einer Produktion mit 300 Millionen Euro unterstützt. Die Europäische Kommission rechnete Ende Februar 2021 mit ersten Lieferungen für Anfang April. Am Tag der Zulassung kündigte der Hersteller erste Lieferungen in der 2. Aprilhälfte an. Anfang März teilte der Hersteller der EU mit, dass die Lieferung der für das 2. Quartal geplanten 55 Millionen Dosen gefährdet sei. Als Gründe wurden Lieferschwierigkeiten bei Rohstoffen und Material genannt. EU-Kommissionspräsidentin Ursula von der Leyen führt Gespräche über die Lieferungen. Die Bundesrepublik Deutschland versuchte, kurzfristige Lösungen zu finden, beispielsweise durch eine Produktion in Deutschland. Aufgrund der restriktiven Impfstoffpolitik der Vereinigten Staaten sah die deutsche Bundesregierung im Übrigen die Gefahr, dass selbst in den USA lediglich abzufüllender Impfstoff von Johnson & Johnson nicht mehr exportiert werden darf. Umgekehrt wird der Impfstoff beispielsweise aus den Niederlanden in die Vereinigten Staaten exportiert.
Laut Angaben des Bundesgesundheitsministeriums vom 4. Januar 2021 waren für Deutschland – vorbehaltlich der Zulassung – 10 Millionen Dosen im 2. Quartal 2021 vorgesehen, weitere 23 Millionen im 3. Quartal 2021 sowie schließlich 4 Millionen im 4. Quartal 2021. Laut Angaben vom 16. Januar 2021 werden insgesamt mehr als 37 Millionen Dosen erwartet. Nach Angaben vom 4. März werden im 2. Quartal 10,2 Millionen Dosen erwartet, im 3. Quartal 22 Millionen sowie im 4. Quartal 4,6 Millionen. Laut einer am 22. März vorgelegten Liste waren für das 2. Quartal 10,1 Millionen Dosen vorgesehen, bis Ende 2021 insgesamt 36,7 Millionen. Am 28. März folgte eine Präzisierung: Demnach sollen in der 15. Kalenderwoche 256.800 Dosen geliefert werden, in der 17. Kalenderwoche 444.000. Im Mai sollen 2,3 Millionen Dosen folgen, im Juni 7,1 Millionen. Im 3. Quartal sollen 22 Millionen folgen, im 4. Quartal 4,6 Millionen. Die Dosen sollten ausschließlich in Arztpraxen verimpft werden. Anfang April wurde bekannt, dass die erste Lieferung auf 232.800 reduziert wurde und einmalig an die Bundesländer gehen soll. Diese wurden zurückgehalten und in einem Lager der Bundeswehr in Quakenbrück zwischengelagert. Bis Ende April wurden 232.000 Dosen an die Bundesländer ausgeliefert. Anfang Mai folgten weitere 192.000 Dosen. Bis einschließlich 13. Mai waren davon rund 33.600 Dosen verimpft. Elf Bundesländer hatten mit Impfungen begonnen, fünf noch keine einzige Dosis verimpft. Ende Mai wurde der Impfstoff erstmals an Hausärzte geliefert, zunächst 540.000 Dosen. Bis Anfang Juni (einschließlich Kalenderwoche 22) wurden insgesamt 1,26 Millionen Dosen an niedergelassene Ärzte geliefert. Bis einschließlich 4. Juni waren rund 791.000 Dosen verimpft, davon rund 583.000 bei niedergelassenen Ärzten.
In den ersten beiden Juni-Wochen (Kalenderwochen 22 und 23) sollten, nach dem Planungsstand von Ende Mai, weitere 720.000 und 513.600 Dosen an niedergelassene Ärzte geliefert werden. Anfang Juni waren nunmehr nur noch 513.600 und 240.000 Dosen geplant. Bis einschließlich Kalenderwoche 23 wurden 1,78 Millionen Dosen an niedergelassene Ärzte geliefert. Ab Mitte Juni (Kalenderwoche 25) soll der Impfstoff erstmals auch bei Betriebsärzten verimpft werden; in dieser Woche sollen dafür niedergelassene Ärzte keine Dosen erhalten.
Nach einer am 22. Juni 2021 durch das deutsche Bundesgesundheitsministerium vorgelegten Prognose wurden im 2. Quartal 3,4 Millionen Dosen erwartet, die Prognose für das 3. Quartal lag bei 15,8 Millionen, die für das 4. Quartal bei 17,5 Millionen.
Im Februar 2021 verwechselten Mitarbeiter des Unternehmens Emergent BioSolutions in Baltimore (USA) zwei verschiedene Impfstoffe. Bis zu 15 Millionen Impfdosen wurden dadurch unbrauchbar. Im April war zuvor die Auslieferung von 24 Millionen Dosen geplant. In dem Werk wurde laut ursprünglichen Angaben kein Impfstoff für Europa produziert. Wie sich später zeigte, sollen aus diesem Grund im 2. Quartal 2021 an Stelle von 10,1 Millionen geplanten Dosen rund 6,5 Millionen Dosen weniger nach Deutschland geliefert werden.

## Entwicklung seit dem Sommer 2021
Noch am 13. Juli 2021 teilte das deutsche Bundesgesundheitsministerium mit: Eine Person gilt „als vollständig geimpft, wenn sie entweder zwei Impfungen erhalten hat (beim Impfstoff der Firma Johnson & Johnson genügt eine Impfung) oder genesen ist und eine Impfung erhalten hat.“ Das Wort „genügt“ macht nicht deutlich, ob nur vom Impfstatus oder auch von dem gesundheitlichen Risiko die Rede ist, dem die betreffende Person ausgesetzt ist bzw. das von ihr ausgeht.
Am 11. Oktober 2021 beschloss die Konferenz der Gesundheitsminister, dass alle Personen, die mit dem Impfstoff von Johnson & Johnson geimpft wurden, bereits ab vier Wochen nach dieser Grundimmunisierung eine Auffrischungsimpfung erhalten können. Damit gaben die Minister zu, dass die Lücke zwischen dem Versprechen eines „vollständigen Impfschutzes“ (Impfstatus) und der tatsächlichen Wirksamkeit von Ad26.COV2.S (Risikobeurteilung) immer größer wurde.
Ursprünglich war geplant, dass der Eintrag „vollständig geimpft“ und die damit verbundene Statuszuweisung in der EU ein Jahr lang gültig sein sollte. In Österreich jedoch wurden mit Wirkung vom 3. Januar 2022 Impfzertifikate, die sich auf nur eine Impfung mit Ad26.COV2.S beziehen, für ungültig erklärt.
Besondere Relevanz erhielt in Deutschland der Impfstatus von Personen, die bei ihrer Erstimpfung das Vakzin Ad26.COV2.S erhalten hatten, durch den Beschluss des Bundeskanzlers und der Ministerpräsidenten am 7. Januar 2022, wonach Geboosterte bei 2G plus-Regelungen von Testpflichten befreit werden sollten. Denn wer zum Beispiel in Niedersachsen, Baden-Württemberg oder Rheinland-Pfalz zusätzlich zur Erstimpfung mit Johnson & Johnson eine zweite Spritze mit einem mRNA-Impfstoff, also Biontech oder Moderna, erhalten hat, gilt dort als geboostert bzw. ist rechtlich Geboosterten gleichgestellt. In Bayern hingegen sind zwei Auffrischungsimpfungen mit anderen Vakzinen nötig, um bei 2G plus-Veranstaltungen keinen zusätzlichen Testnachweis vorlegen zu müssen. Die zweite Auffrischungsimpfung darf deutschlandweit frühestens drei Monate nach der ersten vorgenommen werden.
Die STIKO rät für Personen über 18, die eine Erstimpfung mit Ad26.COV2.S und eine zweite Impfung zur Vervollständigung der Grundimmunisierung erhalten haben, seit Dezember 2021 als Boosterung zu einer Drittimpfung mit einem der mRNA-Impfstoffe (Biontech oder Moderna).
Mit Wirkung vom 15. Januar 2022 stellte das Paul-Ehrlich-Institut klar, dass auch mit Ad26.COV2.S Erstgeimpfte zweimal geimpft gewesen sein müssen, um den Status von „vollständig Geimpften“ im Sinne von 2G-Regeln geltend machen zu können. Ab dem 15. Januar 2022 galten alle in Deutschland nur einmal Geimpften (auch die, die zuvor als „vollständig geimpft“ eingestuft worden waren) als „ungeimpft“. Zweimal Geimpfte konnten ab diesem Tag nirgendwo in Deutschland mehr geltend machen, sie seien mit Geboosterten gleichgestellt. Das konnten sie erst, wenn sie ihre dritte Impfung erhalten hatten, die allein auch bei ihnen als „Auffrischungsimpfung“ gilt. Einen Anspruch auf eine derartige Impfung hatten sie erst nach Ablauf von drei Monaten nach Erhalt der zweiten Impfung, so dass es bis zu diesem Zeitpunkt keinen Weg mehr gab, sich regelmäßige Testungen im Sinne der damaligen 2G-plus-Regelungen zu ersparen.